# Гірка (балка)
Гірка (рос. Б. Горькая) — балка (річка) в Україні у Пологівському районі Запорізької області. Ліва притока Гайчул (басейн Дніпра).

## Опис
Довжина балки приблизно 7,30 км, найкоротша відстань між витоком і гирлом — 6,48 км, коефіцієнт звивистості річки — 1,13. Формується декількома балками та загатами. На деяких ділянках балка пересихає.

## Розташування
Бере початок на північно-західній стороні від села Балочки. Тече переважно на північний схід через село Шевченка і впадає в річку Гайчул, ліву притоку Вовчої.

## Цікаві факти
- У XIX столітті над балкою існувала 1 безіменна колонія[1].